# Lista dei telescopi spaziali

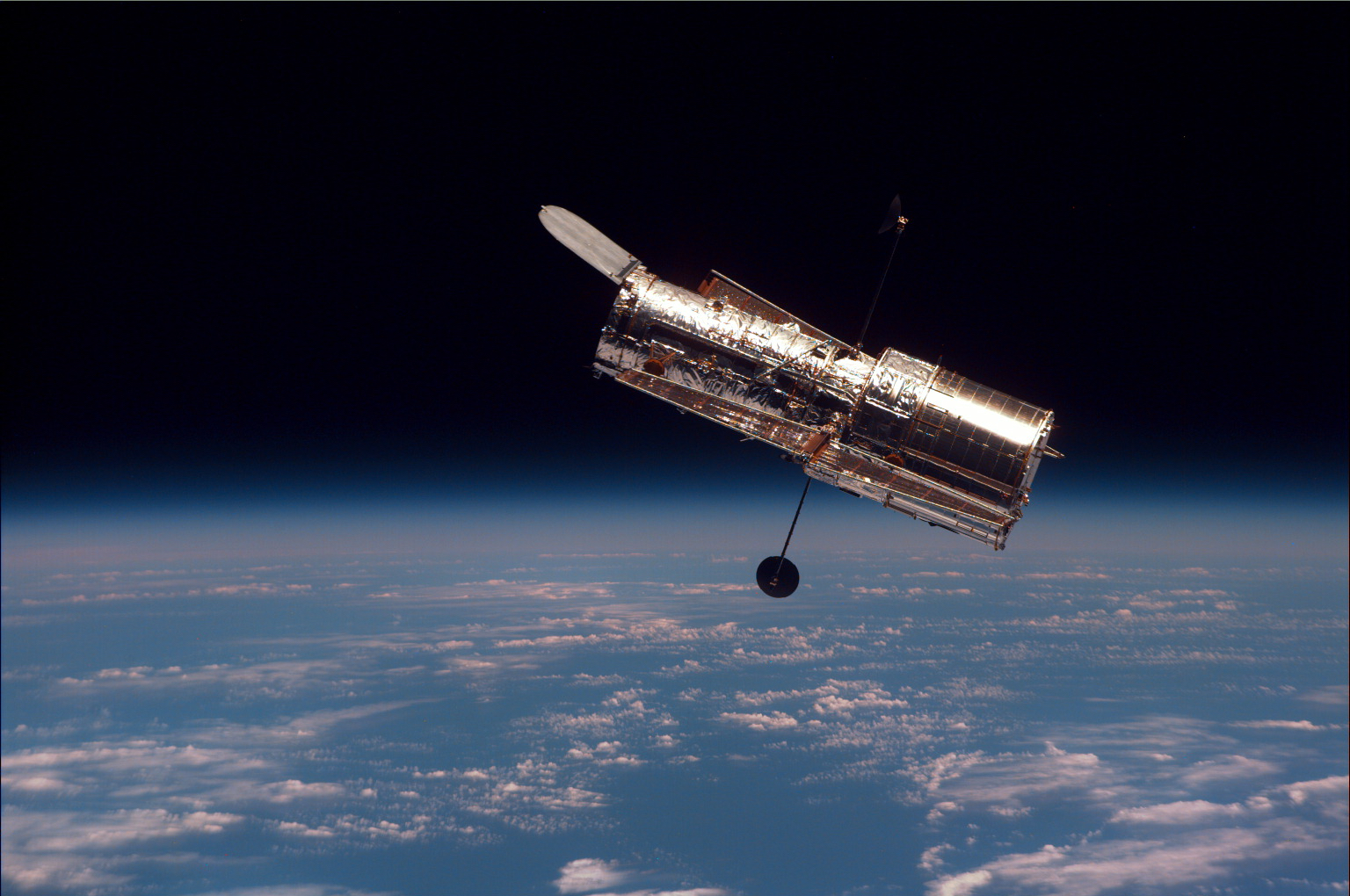
Il telescopio spaziale Hubble è forse il più famoso telescopio spaziale

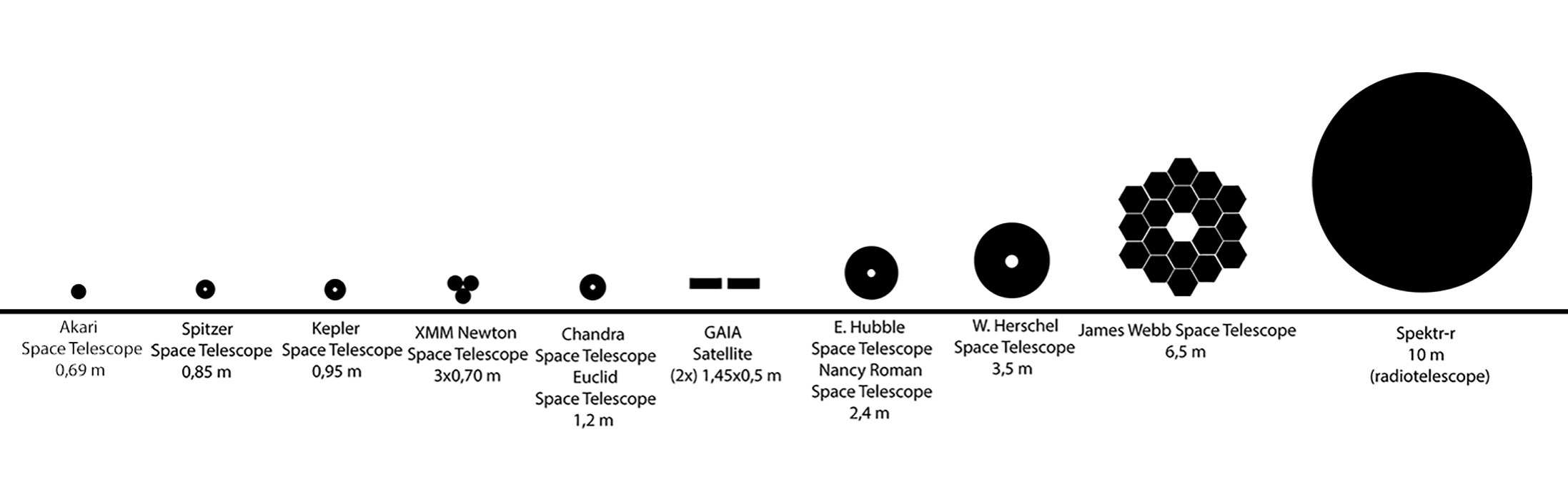
Confronto tra diversi telescopi spaziali per diametro

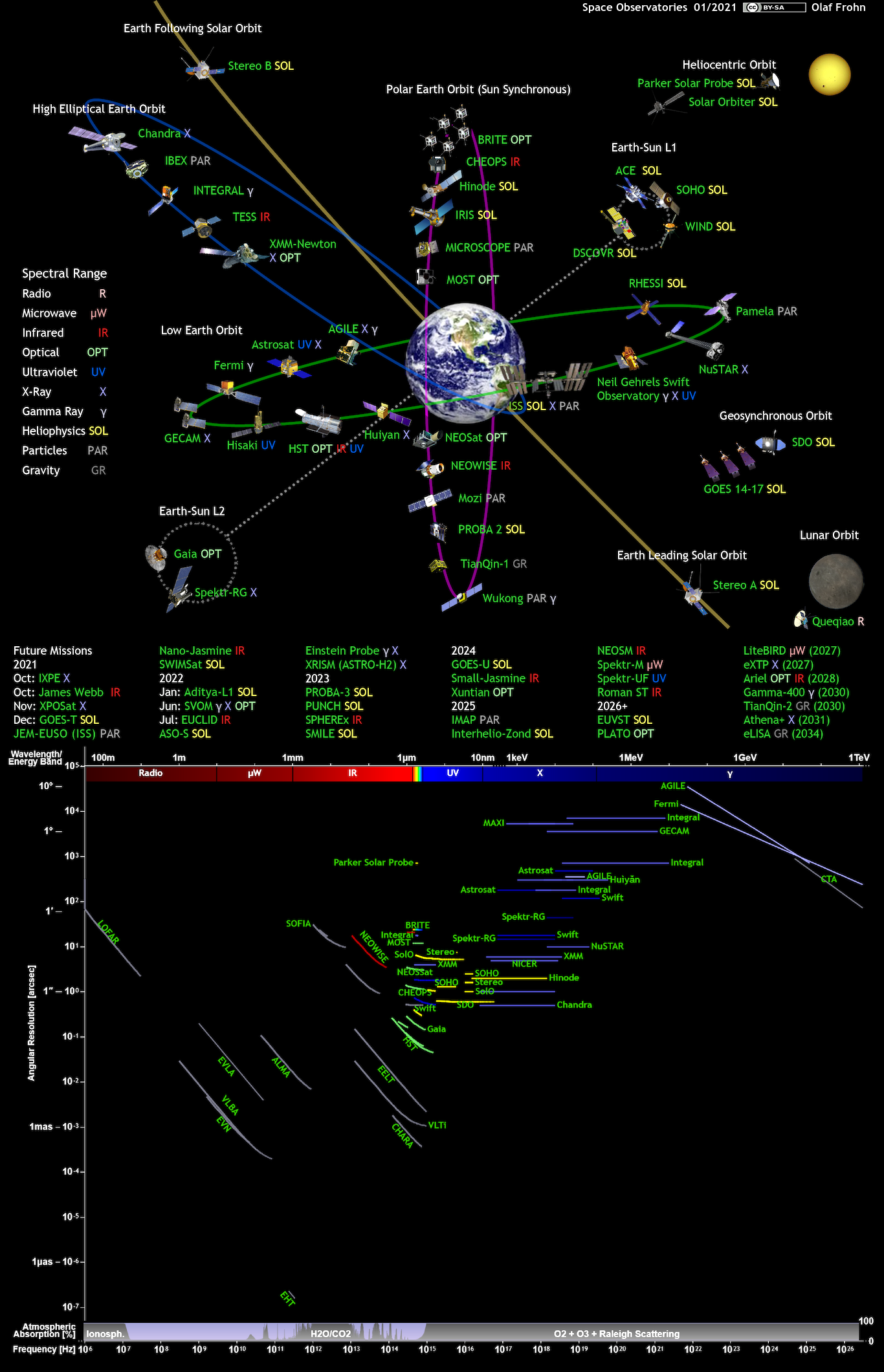
Panoramica dei telescopi attivi e futuri

Questo articolo riporta una lista dei telescopi spaziali.

## Convenzioni usate
La lista è divisa nelle principali lunghezza d'onda: raggi gamma, raggi-X, ultravioletto, visibile, infrarosso, microonde e onde radio. Sono elencati anche gli strumenti che rilevano particelle come i raggi cosmici, nuclei e/o elettroni, così come gli strumenti che cercano di rilevare le onde gravitazionali.
I telescopi che compiono osservazioni a diverse lunghezze d'onda sono elencati più volte.
Sono esclusi dall'elenco le missioni che osservano e studiano esclusivamente oggetti all'interno del nostro sistema solare.
Nella colonna posizione sono indicati due valori. Per i telescopi in orbita attorno alla Terra indicano il perigeo e l'apogeo espressi in chilometri, per quelli in orbita attorno al Sole, il perielio e l'afelio espressi in unità astronomiche.

## Raggi gamma
I telescopi a raggi gamma rilevano le emissioni di raggi gamma da sorgenti cosmiche. Tali emissioni sono assorbite dall'atmosfera terrestre e per questo le osservazioni richiedono telescopi spaziali o palloni di alta quota.

I raggi gamma possono essere generati da supernovae. stelle di neutroni. pulsar e buchi neri. I telescopi possono rilevare anche i lampi gamma o GRB(Gamma ray burst).
     Telescopi in attività
     Telescopi in disuso
| Immagine | Nome                                                       | Agenzia/Paese | Data lancio       | Data termine    | Posizione                             | Ref(s)               |
| -------- | ---------------------------------------------------------- | ------------- | ----------------- | --------------- | ------------------------------------- | -------------------- |
|          | Proton-1                                                   | URSS          | 16 luglio 1965    | 11 ottobre 1965 | Orbita geosincrona (183–589 km)       | [ 1 ]                |
|          | Proton-2                                                   | URSS          | 2 novembre 1965   | 6 febbraio 1966 | Orbita geosincrona (191–637 km)       | [ 1 ]                |
|          | Proton-4                                                   | URSS          | 16 novembre 1968  | 24 luglio 1969  | Orbita geosincrona (248–477 km)       | [ 2 ]                |
|          | Small Astronomy Satellite 2 (SAS-B)                        | NASA          | 15 novembre 1972  | 8 giugno 1973   | Orbita geosincrona (443–632 km)       | [ 3 ] [ 4 ]          |
|          | Cos-B                                                      | ESA           | 9 agosto 1975     | 25 aprile 1982  | Orbita geosincrona (339.6–99.876 km)  | [ 5 ] [ 6 ] [ 7 ]    |
|          | High Energy Astronomy Observatory 3 (HEAO 3)               | NASA          | 20 settembre 1979 | 29 maggio 1981  | Orbita geosincrona (486.4–504.9 km)   | [ 8 ] [ 9 ] [ 10 ]   |
|          | Granat (satellite)                                         | CNRS IKI      | 1 dicembre 1989   | 25 maggio 1999  | Orbita geosincrona (2.000–200.000 km) | [ 11 ] [ 12 ] [ 13 ] |
|          | Gamma                                                      | URSS CNES RSA | 11 luglio 1990    | 1992            | Orbita geosincrona (375 km)           | [ 14 ]               |
|          | Compton Gamma Ray Observatory (CGRO)                       | NASA          | 5 aprile 1991     | 4 giugno 2000   | Orbita geosincrona (362–457 km)       | [ 15 ] [ 16 ] [ 17 ] |
|          | Low Energy Gamma Ray Imager (LEGRI)                        | INTA          | 19 maggio 1997    | febbraio 2002   | Orbita geosincrona (600 km)           | [ 18 ] [ 19 ]        |
|          | High Energy Transient Explorer 2 (HETE 2)                  | NASA          | 9 ottobre 2000    | marzo 2008      | Orbita geosincrona (590–650 km)       | [ 20 ] [ 21 ] [ 22 ] |
|          | International Gamma Ray Astrophysics Laboratory (INTEGRAL) | ESA           | 17 ottobre 2002   | —               | Orbita geosincrona (639–153.000 km)   | [ 23 ] [ 24 ]        |
|          | Swift Gamma Ray Burst Explorer                             | NASA          | 20 novembre 2004  | —               | Orbita geosincrona (585–604 km)       | [ 25 ] [ 26 ]        |
|          | Astrorivelatore Gamma ad Immagini LEggero (AGILE)          | ASI           | 23 aprile 2007    | 18 gennaio 2024 | Orbita geosincrona (524–553 km)       | [ 27 ] [ 28 ] [ 29 ] |
|          | Fermi Gamma-ray Space Telescope                            | NASA          | 11 giugno 2008    | —               | Orbita geosincrona (555 km)           | [ 30 ]               |
|          | IKAROS                                                     | JAXA          | 21 maggio 2010    | —               | Orbita eliocentrica                   | [ 31 ]               |
|          | Space Variable Objects Monitor (SVOM)                      | CAS CNSA CNES | 22 giugno 2024    | —               | Orbita terrestre bassa                | [ 32 ]               |

## Raggi X
I raggi X non possono penetrare molto nell'atmosfera terrestre. ciò significa che possono essere osservati solo dalle alte altitudini o dallo spazio.
Diversi tipi di oggetti astronomici possono emettere raggi X. ammassi di galassie. nuclei galattici attivi. resti di supernovae. stelle e alcuni tipi di stelle binarie. quelle contenenti una nana bianca (Variabile cataclismica), una stella di neutroni o un buco nero (binarie ai raggi X).

Anche alcuni oggetti del sistema solare emettono raggi X. il più noto è la Luna. anche se la maggior parte dei raggi X provenienti dalla Luna sono il riflesso di quelli solari.

Esiste inoltre un fondo di raggi X che si crede dipenda da una combinazione di sorgenti non note di raggi X.
| Immagine | Nome                                               | Agenzia/Paese               | Data lancio       | Data termine     | Posizione                                                                 | Ref                  |
| -------- | -------------------------------------------------- | --------------------------- | ----------------- | ---------------- | ------------------------------------------------------------------------- | -------------------- |
|          | Uhuru (X-ray Explorer Satellite)                   | NASA                        | 12 dicembre 1970  | marzo 1973       | Orbita geosincrona (531–572 km)                                           | [ 33 ] [ 34 ] [ 35 ] |
|          | Astronomische Nederlandse Satelliet (ANS)          | SRON                        | 30 agosto 1974    | giugno 1976      | Orbita geosincrona (266–1176 km)                                          | [ 36 ] [ 37 ]        |
|          | Ariel V                                            | SRC NASA                    | 15 ottobre 1974   | 14 marzo 1980    | Orbita geosincrona (520 km)                                               | [ 38 ] [ 39 ]        |
|          | Aryabhata                                          | ISRO                        | 19 aprile 1975    | 23 aprile 1975   | Orbita geosincrona (563–619 km)                                           | [ 40 ]               |
|          | Small Astronomy Satellite 3 (SAS-C)                | NASA                        | 7 maggio 1975     | aprile 1979      | Orbita geosincrona (509–516 km)                                           | [ 41 ] [ 42 ] [ 43 ] |
|          | Cos-B                                              | ESA                         | 9 agosto 1975     | 25 aprile 1982   | Orbita geosincrona (339.6–99.876 km)                                      | [ 5 ] [ 6 ] [ 7 ]    |
|          | Cosmic Radiation Satellite (CORSA)                 | ISAS                        | 4 febbraio 1976   | 4 febbraio 1976  | Lancio fallito                                                            | [ 44 ] [ 45 ]        |
|          | HEAO 1                                             | NASA                        | 12 agosto 1977    | 9 gennaio 1979   | Orbita geosincrona (445 km)                                               | [ 46 ] [ 47 ] [ 48 ] |
|          | Osservatorio Einstein (HEAO 2)                     | NASA                        | 13 novembre 1978  | 26 aprile 1981   | Orbita geosincrona (465–476 km)                                           | [ 49 ] [ 50 ]        |
|          | Hakucho (CORSA-b)                                  | ISAS                        | 21 febbraio 1979  | 16 aprile 1985   | Orbita geosincrona (421–433 km)                                           | [ 51 ] [ 52 ] [ 53 ] |
|          | HEAO 3                                             | NASA                        | 20 settembre 1979 | 29 maggio 1981   | Orbita geosincrona (486.4–504.9 km)                                       | [ 8 ] [ 9 ] [ 10 ]   |
|          | Tenma (Astro-B)                                    | ISAS                        | 20 febbraio 1983  | 19 gennaio 1989  | Orbita geosincrona (489–503 km)                                           | [ 54 ] [ 55 ] [ 56 ] |
|          | Astron                                             | IKI                         | 23 marzo 1983     | giugno 1989      | Orbita geosincrona (2.000–200.000 km)                                     | [ 57 ] [ 58 ] [ 59 ] |
|          | EXOSAT                                             | ESA                         | 26 maggio 1983    | 8 aprile 1986    | Orbita geosincrona (347–191.709 km)                                       | [ 60 ] [ 61 ] [ 62 ] |
|          | Ginga (Astro-C)                                    | ISAS                        | 5 febbraio 1987   | 1 novembre 1991  | Orbita geosincrona (517–708 km)                                           | [ 63 ] [ 64 ] [ 65 ] |
|          | Granat                                             | CNRS IKI                    | 1 dicembre 1989   | 25 maggio 1999   | Orbita geosincrona (2.000–200.000 km)                                     | [ 11 ] [ 12 ] [ 13 ] |
|          | ROSAT                                              | NASA DLR                    | 1 giugno 1990     | 12 febbraio 1999 | Rientrato 23 ottobre 2011. precedentemente in orbita geosincrona (580 km) | [ 67 ] [ 68 ] [ 69 ] |
|          | Broad Band X-ray Telescope / Astro 1               | NASA                        | 2 dicembre 1990   | 11 dicembre 1990 | Orbita geosincrona (500 km)                                               | [ 70 ] [ 71 ]        |
|          | ASCA (Astro-D)                                     | ISAS NASA                   | 20 febbraio 1993  | 2 marzo 2001     | Orbita geosincrona (523.6–615.3 km)                                       | [ 72 ] [ 73 ]        |
|          | Array of Low Energy X-ray Imaging Sensors (ALEXIS) | LANL                        | 25 aprile 1993    | 2005             | Orbita geosincrona (749–844 km)                                           | [ 74 ] [ 75 ] [ 76 ] |
|          | Rossi X-ray Timing Explorer (RXTE)                 | NASA                        | 30 dicembre 1995  | 3 gennaio 2012   | Orbita geosincrona (409 km)                                               | [ 77 ] [ 78 ] [ 79 ] |
|          | Beppo-SAX                                          | ASI                         | 30 aprile 1996    | 30 aprile 2002   | Orbita geosincrona (575–594 km)                                           | [ 80 ] [ 81 ] [ 82 ] |
|          | ABRIXAS                                            | DLR                         | 28 aprile 1999    | 1 luglio 1999    | Orbita geosincrona (549–598 km)                                           | [ 83 ] [ 84 ] [ 85 ] |
|          | Chandra X-ray Observatory                          | NASA                        | 23 luglio 1999    | —                | Orbita geosincrona (9.942–140.000 km)                                     | [ 86 ] [ 87 ]        |
|          | XMM-Newton                                         | ESA                         | 10 dicembre 1999  | —                | Orbita geosincrona (7.365–114.000 km)                                     | [ 88 ] [ 89 ]        |
|          | High Energy Transient Explorer 2 (HETE 2)          | NASA                        | 9 ottobre 2000    | marzo 2008       | Orbita geosincrona (590–650 km)                                           | [ 20 ] [ 21 ] [ 90 ] |
|          | INTEGRAL                                           | ESA                         | 17 ottobre 2002   | —                | Orbita geosincrona (639–153.000 km)                                       | [ 23 ] [ 24 ]        |
|          | Swift Gamma Ray Burst Explorer                     | NASA                        | 20 novembre 2004  | —                | Orbita geosincrona (585–604 km)                                           | [ 25 ] [ 26 ]        |
|          | Suzaku (Astro-E2)                                  | JAXA NASA                   | 10 luglio 2005    | 2 settembre 2015 | Orbita geosincrona (550 km)                                               | [ 91 ] [ 92 ]        |
|          | Astrorivelatore Gamma ad Immagini LEggero (AGILE)  | ASI                         | 23 aprile 2007    | 18 gennaio 2024  | Orbita geosincrona (524–553 km)                                           | [ 27 ] [ 28 ] [ 29 ] |
|          | Nuclear Spectroscopic Telescope Array (NuSTAR)     | NASA                        | 13 giugno 2012    | —                | Orbita geosincrona (603,5 km)                                             | [ 93 ] [ 94 ] [ 95 ] |
|          | Astrosat                                           | ISRO                        | 28 settembre 2015 | —                | Orbita geosincrona (600–650 km)                                           | [ 96 ] [ 97 ] [ 98 ] |
|          | Hitomi (Astro-H)                                   | JAXA                        | 17 febbraio 2016  | 28 aprile 2016   | Orbita geosincrona (575 km)                                               | [ 99 ] [ 100 ]       |
|          | Mikhailo Lomonosov                                 | Università statale di Mosca | 28 aprile 2016    | 30 giugno 2018   | Orbita geosincrona (478–493 km)                                           | [ 101 ] [ 102 ]      |
|          | Neutron Star Interior Composition Explorer (NICER) | NASA                        | 07 giugno 2017    | —                | International Space Station                                               | [ 103 ]              |
|          | HXMT                                               | CNSA e CAS                  | 14 giugno 2017    | —                | Orbita terrestre bassa (545–554,1 km)                                     | [ 104 ]              |
|          | Spektr-RG                                          | RSRI MPE                    | 13 luglio 2019    | —                | Punto lagrangiano L2                                                      | [ 105 ]              |
|          | IXPE                                               | NASA                        | 9 dicembre 2021   | —                | Orbita terrestre bassa                                                    | [ 106 ] [ 107 ]      |
|          | Lobster Eye Imager for Astronomy (LEIA)            | CAS                         | 27 luglio 2022    | —                | Orbita terrestre bassa                                                    | [ 108 ] [ 109 ]      |
|          | XRISM                                              | JAXA NASA                   | 7 settembre 2023  | —                | Orbita terrestre bassa                                                    | [ 110 ] [ 111 ]      |
|          | XPoSat                                             | ISRO                        | 1 gennaio 2024    | —                | Orbita terrestre bassa                                                    | [ 112 ] [ 113 ]      |
|          | Einstein Probe                                     | CAS ESA MPE                 | 9 gennaio 2024    | —                | Orbita terrestre bassa                                                    | [ 114 ]              |
|          | Space Variable Objects Monitor (SVOM)              | CAS CNSA CNES               | 22 giugno 2024    | —                | Orbita terrestre bassa                                                    | [ 32 ]               |

## Ultravioletto
Questi telescopi svolgono osservazioni nella lunghezza d'onda dell'ultravioletto, cioè tra circa 100 e 3200 Å. La luce a queste lunghezze d'onda è assorbita dall'atmosfera terrestre, quindi le osservazioni si devono fare o dall'alta atmosfera o dallo spazio.

Tra gli oggetti che emettono radiazione ultravioletta ci sono il Sole, le altre stelle e le galassie.
| Immagine | Nome                                          | Agenzia/Paese | Data lancio                                          | Data termine      | Posizione                                                     | Ref                     |
| -------- | --------------------------------------------- | ------------- | ---------------------------------------------------- | ----------------- | ------------------------------------------------------------- | ----------------------- |
|          | Orbiting Astronomical Observatory 2 (OAO-2)   | NASA          | 7 dicembre 1968                                      | gennaio 1973      | orbita geocentrica (749–758 km)                               | [ 117 ] [ 118 ]         |
|          | Orion 1, 2                                    | RSA           | 19 aprile 1971 (Orion 1); (Orion 2) 18 dicembre 1973 | 1971; 1973        | orbita geocentrica (Orion 1: 200–222 km; Orion 2: 188–247 km) | [ 119 ] [ 120 ]         |
|          | Far Ultraviolet Camera/Spectrograph (UVC)     | NASA          | 16 aprile 1972                                       | 23 aprile 1972    | Altopiano Descartes, Luna                                     | [ 121 ]                 |
|          | Copernicus Observatory (OAO-3)                | NASA          | 21 agosto 1972                                       | febbraio 1980     | orbita geocentrica (713–724 km)                               | [ 117 ]                 |
|          | Astronomische Nederlandse Satelliet (ANS)     | SRON          | 30 agosto 1974                                       | giugno 1976       | orbita geocentrica (266–1176 km)                              | [ 36 ] [ 37 ]           |
|          | International Ultraviolet Explorer (IUE)      | ESA NASA SERC | 26 gennaio 1978                                      | 30 settembre 1996 | orbita geocentrica (32050–52254 km)                           | [ 122 ] [ 123 ]         |
|          | Astron                                        | IKI           | 23 marzo 1983                                        | giugno 1989       | orbita geocentrica (2000–200000 km)                           | [ 57 ] [ 58 ] [ 59 ]    |
|          | Telescopio spaziale Hubble                    | NASA          | 24 aprile 1990                                       | —                 | orbita geocentrica (586,47–610,44 km)                         | [ 124 ]                 |
|          | Broad Band X-ray Telescope / Astro 1          | NASA          | 2 dicembre 1990                                      | 11 dicembre 1990  | orbita geocentrica (500 km)                                   | [ 70 ] [ 71 ]           |
|          | Extreme Ultraviolet Explorer (EUVE)           | NASA          | 7 giugno 1992                                        | 31 gennaio 2001   | orbita geocentrica (515–527 km)                               | [ 125 ] [ 126 ]         |
|          | Astro 2                                       | NASA          | 2 marzo 1993                                         | 18 marzo 1993     | orbita geocentrica (349–363 km)                               | [ 127 ] [ 128 ]         |
|          | Far Ultraviolet Spectroscopic Explorer (FUSE) | NASA CNES CSA | 24 giugno 1999                                       | 12 luglio 2007    | orbita geocentrica (752–767 km)                               | [ 129 ] [ 130 ]         |
|          | CHIPS                                         | NASA          | 13 gennaio 2003                                      | 11 aprile 2008    | orbita geocentrica (578–594 km)                               | [ 131 ] [ 132 ]         |
|          | Galaxy Evolution Explorer (GALEX)             | NASA          | 28 aprile 2003                                       | 28 giugno 2013    | orbita geocentrica (691–697 km)                               | [ 133 ] [ 134 ]         |
|          | STSat-1                                       | KARI          | 27 settembre 2003                                    | 15 ottobre 2025   | orbita geocentrica (675–695 km)                               | [ 135 ] [ 136 ] [ 137 ] |
|          | Swift Gamma Ray Burst Explorer                | NASA          | 20 novembre 2004                                     | —                 | orbita geocentrica (585–604 km)                               | [ 25 ] [ 26 ]           |
|          | Interface Region Imaging Spectrograph (IRIS)  | NASA          | 27 giugno 2013                                       | —                 | orbita geocentrica                                            | [ 138 ] [ 139 ]         |
|          | Hisaki (SPRINT-A)                             | JAXA          | 14 settembre 2013                                    | —                 | orbita geocentrica (950–1150 km)                              | [ 140 ]                 |
|          | Venus Spectral Rocket Experiment              | NASA          | 26 novembre 2013                                     | riutilizzabile    | suborbitale fino a 300 km                                     | [ 141 ]                 |
|          | Lunar-based ultraviolet telescope (LUT)       | CNSA          | 1 dicembre 2013                                      | —                 | Luna                                                          | [ 142 ]                 |
|          | Astrosat                                      | ISRO          | 28 settembre 2015                                    | —                 | orbita geocentrica (650 km)                                   | [ 143 ]                 |
|          | SHIELDS                                       | NASA          | 19 aprile 2021                                       | 19 aprile 2021    | Suborbitale a 284,8 km                                        | [ 144 ]                 |
|          | CUTE                                          | NASA          | 27 settembre 2021                                    |                   | Orbita "quasi" eliosincrona con periodo di 90 minuti          | [ 145 ]                 |

## Visibile
La più antica forma di astronomia si estende da circa 4000 Å a 7000 Å (da 400 nanometri a 700 nm).

Posizionare un telescopio ottico nello spazio significa non risentire di effetti atmosferici dovuti alla turbolenza e alla temperatura (vedi seeing), fornendo immagini a risoluzione più alta.

I telescopi ottici sono usati per osservare stelle, galassie, nebulose, dischi protoplanetari e molti altri oggetti.
| Immagine | Nome                                         | Agenzia/Paese          | Data lancio                       | Data termine    | Posizione                                             | Ref                     |
| -------- | -------------------------------------------- | ---------------------- | --------------------------------- | --------------- | ----------------------------------------------------- | ----------------------- |
|          | Hipparcos                                    | ESA                    | 8 agosto 1989                     | Marzo 1993      | orbita geocentrica (223–35632 km)                     | [ 148 ] [ 149 ] [ 150 ] |
|          | Telescopio spaziale Hubble                   | NASA                   | 24 aprile 1990                    | —               | orbita geocentrica (586,47–610,44 km)                 | [ 124 ]                 |
|          | MOST                                         | CSA                    | 30 giugno 2003                    | 2019            | orbita geocentrica (819–832 km)                       | [ 151 ] [ 152 ]         |
|          | Swift Gamma Ray Burst Explorer               | NASA                   | 20 novembre 2004                  | —               | orbita geocentrica (585–604 km)                       | [ 25 ] [ 26 ]           |
|          | CoRoT                                        | CNES ESA               | 27 dicembre 2006                  | 2013            | orbita geocentrica (872–884 km)                       | [ 153 ] [ 154 ]         |
|          | Telescopio spaziale Kepler                   | NASA                   | 6 marzo 2009                      | 30 ottobre 2018 | orbita eliocentrica dietro la Terra                   | [ 155 ] [ 156 ] [ 157 ] |
|          | costellazione di satelliti BRITE             | Austria Canada Polonia | 25 febbraio 2013 - 19 Agosto 2014 | —               | orbita geocentrica                                    | [ 158 ]                 |
|          | NEOSSat                                      | CSA e DRDC             | 25 Febbraio 2013                  | —               | orbita eliosincrona (776–792 km)                      | [ 159 ] [ 160 ]         |
|          | Gaia                                         | ESA                    | 19 dicembre 2013                  | —               | Punto di Lagrange L2                                  | [ 161 ]                 |
|          | Astrosat                                     | ISRO                   | 28 settembre 2015                 | —               | orbita geocentrica (650 km)                           | [ 143 ]                 |
|          | Transiting Exoplanet Survey Satellite (TESS) | NASA                   | 18 aprile 2018                    |                 | Altamente ellittica in risonanza orbitale con la Luna | [ 162 ]                 |
|          | CHEOPS                                       | ESA                    | 18 Dicembre 2019                  | —               | orbita eliosincrona                                   | [ 163 ]                 |
|          | ILO-X                                        | ILOA                   | 15 febbraio 2024                  | —               | superficie lunare                                     | [ 164 ]                 |
|          | Space Variable Objects Monitor (SVOM)        | CAS CNSA CNES          | 22 giugno 2024                    | —               | Orbita terrestre bassa                                | [ 165 ]                 |

## Infrarosso e submillimetrici
Molti oggetti astronomici sono troppo freddi e deboli per essere osservabili nella luce visibile, per questo si ricorre all'osservazione della radiazione infrarossa. 
All'infrarosso è possibile studiare le stelle (incluse le fredde nane brune), le nebulose e le galassie spostate verso il rosso.
| Immagine | Nome                                          | Agenzia/Paese | Data lancio      | Data termine             | Posizione                             | Ref                     |
| -------- | --------------------------------------------- | ------------- | ---------------- | ------------------------ | ------------------------------------- | ----------------------- |
|          | IRAS                                          | NASA          | 25 gennaio 1983  | 21 novembre 1983         | Orbita geocentrica (889–903 km)       | [ 167 ] [ 168 ]         |
|          | Space Flyer Unit                              | ISAS NASDA    | 18 marzo 1995    | 13 gennaio 1996          | orbita geocentrica (486 km)           | [ 169 ]                 |
|          | Infrared Space Observatory (ISO)              | ESA           | 17 novembre 1995 | 16 maggio 1998           | orbita geocentrica (1000–70.500 km)   | [ 170 ] [ 171 ] [ 172 ] |
|          | Midcourse Space Experiment (MSX)              | USN           | 24 aprile 1996   | 26 febbraio 1997         | orbita geocentrica (900 km)           | [ 173 ]                 |
|          | Submillimeter Wave Astronomy Satellite (SWAS) | NASA          | 6 dicembre 1998  | 1 settembre 2005         | orbita geocentrica (638–651 km)       | [ 174 ] [ 175 ]         |
|          | Wide field Infrared Explorer (WIRE)           | NASA          | 5 marzo 1999     | 10 maggio 2011 (rientro) | Orbita terrestre                      | [ 176 ]                 |
|          | Telescopio spaziale Spitzer                   | NASA          | 25 agosto 2003   | 30 gennaio 2020          | Orbita eliocentrica (0,98–1,02 UA)    | [ 177 ] [ 178 ]         |
|          | AKARI (ASTRO-F)                               | JAXA          | 21 febbraio 2006 | 24 novembre 2011         | orbita geocentrica (586,47–610,44 km) | [ 179 ] [ 180 ]         |
|          | Herschel Space Observatory                    | ESA NASA      | 14 maggio 2009   | 29 aprile 2013           | Punto di Lagrange L2                  | [ 182 ] [ 183 ] [ 184 ] |
|          | Wide-field Infrared Survey Explorer (WISE)    | NASA          | 14 dicembre 2009 | —                        | orbita geocentrica (500 km)           | [ 185 ] [ 186 ]         |
|          | CHEOPS                                        | ESA           | 18 dicembre 2019 | —                        | orbita eliosincrona                   | [ 163 ]                 |
|          | Telescopio spaziale James Webb                | NASA          | 25 dicembre 2021 | —                        | punto di Lagrange L2                  | [ 187 ]                 |
|          | Euclid                                        | ESA           | 1 luglio 2023    | —                        | Punto di Lagrange L2                  | [ 188 ]                 |
|          | SPHEREx                                       | NASA          | 12 marzo 2025    | —                        | orbita geocentrica (700km)            | [ 189 ]                 |

## Microonde
Alle frequenze delle microonde i fotoni sono abbondanti, ma hanno anche energie molto basse, quindi è necessario raccoglierne molti.

A queste frequenze si può misurare la radiazione cosmica di fondo, l'effetto Sunyaev-Zel'dovich, conteggio di sorgenti, radiazione di sincrotrone e il Bremsstrahlung dalla nostra galassia.
| Immagine | Nome                              | Agenzia/Paese             | Data lancio      | Data termine     | Posizione                                                      | Ref                     |
| -------- | --------------------------------- | ------------------------- | ---------------- | ---------------- | -------------------------------------------------------------- | ----------------------- |
|          | Cosmic Background Explorer (COBE) | NASA                      | 18 novembre 1989 | 23 dicembre 1993 | Geosincrona (900 km)                                           | [ 190 ] [ 191 ]         |
|          | Odin                              | Swedish Space Corporation | 20 febbraio 2001 | —                | Geosincrona (622 km)                                           | [ 192 ] [ 193 ]         |
|          | WMAP                              | NASA                      | 30 giugno 2001   | ottobre 2010     | Punto di Lagrange L2                                           | [ 194 ]                 |
|          | Planck Surveyor                   | ESA                       | 14 maggio 2009   | ottobre 2013     | Punto di Lagrange L2 (missione) Eliocentrica (a fine missione) | [ 183 ] [ 195 ] [ 196 ] |

## Radio
Dato che l'atmosfera terrestre è trasparente alle onde radio, i radiotelescopi spaziali vengono principalmente usati per l'interferometria a lunghissima base, facendo osservazioni simultanee dal satellite e da terra per metterle in correlazione e simulare un radiotelescopio grande quanto la separazione tra i due.
Con le onde radio si possono osservare resti di supernovae, lenti gravitazionali, maser celesti, galassie starburst e molte altre cose.
| Immagine | Nome                   | Agenzia/Paese | Data lancio      | Data termine     | Posizione                            | Rif.                    |
| -------- | ---------------------- | ------------- | ---------------- | ---------------- | ------------------------------------ | ----------------------- |
|          | HALCA                  | ISAS          | 12 febbraio 1997 | 30 novembre 2005 | orbita geocentrica (560–21400 km)    | [ 197 ] [ 198 ] [ 199 ] |
|          | Spektr-R (RadioAstron) | IKI           | 18 luglio 2011   | 30 maggio 2019   | orbita geocentrica (10000–390000 km) | [ 201 ] [ 202 ]         |

## Rilevatori di particelle
I satelliti che rilevano particelle cercano raggi cosmici e elettroni. Questi possono essere emessi dal Sole (particelle energetiche solari), dalla nostra galassia (raggi cosmici galattici) e da fonti extragalattiche (raggi cosmici extragalattici). 
Ci sono anche raggi cosmici ultra-energetici provenienti dai nuclei galattici attivi.
| Immagine | Nome                                                                             | Agenzia/Paese          | Data lancio       | Data termine    | Posizione                              | Rif.            |
| -------- | -------------------------------------------------------------------------------- | ---------------------- | ----------------- | --------------- | -------------------------------------- | --------------- |
|          | HEAO 3                                                                           | NASA                   | 20 settembre 1979 | 29 maggio 1981  | orbita geocentrica (486,4–504,9 km)    | [ 8 ] [ 203 ]   |
|          | Solar Anomalous and Magnetospheric Particle Explorer (SAMPEX)                    | NASA / DE              | 3 luglio 1992     | 30 giugno 2004  | orbita geocentrica (512–687 km)        | [ 204 ]         |
|          | Alpha Magnetic Spectrometer 01 (AMS-01)                                          | NASA                   | 2 giugno 1998     | 12 giugno 1998  | orbita geocentrica (296 km)            | [ 205 ]         |
|          | Interstellar Boundary Explorer (IBEX)                                            | NASA                   | 19 ottobre 2008   | —               | orbita geocentrica (86,000–259,000 km) | [ 206 ]         |
|          | Payload for Antimatter Matter Exploration and Light-nuclei Astrophysics (PAMELA) | ASI, INFN RSA DLR SNSB | 15 maggio 2006    | 7 febbraio 2016 | orbita geocentrica (350–610 km)        | [ 207 ] [ 208 ] |
|          | Alpha Magnetic Spectrometer 02 (AMS-02)                                          | NASA                   | 16 maggio 2011    | —               | orbita geocentrica (353 km) sulla ISS  | [ 209 ]         |
|          | Dark Matter Particle Explorer (DAMPE)                                            | CNSA e CAS             | 17 dicembre 2015  | —               | orbita geocentrica (500 km)            | [ 210 ]         |

## Onde gravitazionali
È stato proposto un nuovo tipo di telescopio spaziale in grado di rilevare le onde gravitazionali, increspature nello spazio-tempo generate dalla collisione di stelle di neutroni e buchi neri.
| Immagine | Nome            | Agenzia/Paese | Data lancio     | Data termine   | Posizione           | Rif.    |
| -------- | --------------- | ------------- | --------------- | -------------- | ------------------- | ------- |
|          | LISA Pathfinder | ESA           | 3 dicembre 2015 | 30 giugno 2017 | orbita eliocentrica | [ 211 ] |

## In sviluppo
| Immagine | Nome                                  | Agenzia/Paese | Data lancio pianificato | Posizione                  | Rif.            |
| -------- | ------------------------------------- | ------------- | ----------------------- | -------------------------- | --------------- |
|          | TOLIMAN                               | NASA          | 2026                    | Orbita terrestre bassa     | [ 213 ]         |
|          | Xuntian                               | CNSA/CAS      | 2026                    | Orbita terrestre bassa     | [ 214 ] [ 215 ] |
|          | Astrosat-2                            | ISRO/IUCAA    | 2025                    | Orbita equatoriale         | [ 216 ]         |
|          | PLATO                                 | ESA           | 2026                    | Orbita geosincrona         | [ 217 ]         |
|          | ULTRASAT                              | ISA           | 2026                    | Punto di Lagrange L2       | [ 218 ]         |
|          | Telescopio spaziale Nancy Grace Roman | NASA/DOE      | 2027                    | Punto di Lagrange L2       | [ 219 ]         |
|          | ARIEL                                 | ESA           | 2029                    | Punto di Lagrange L2       | [ 220 ]         |
|          | UVEX                                  | NASA          | 2030                    | Orbita altamente ellittica | [ 221 ]         |
|          | ATHENA                                | ESA NASA JAXA | 2035                    | Punto di Lagrange L2       | [ 222 ]         |
|          | LISA                                  | ESA           | 2037                    | Orbita eliocentrica        | [ 223 ]         |